# جان ريباس
جان ريباس (بالسلوفينية: Jan Repas)‏ (19 مارس 1997 بليوبليانا في سلوفينيا - ) هو لاعب كرة قدم سلوفيني في مركز الوسط. لعب مع نادي كاين.

## روابط خارجية
- جان ريباس على موقع الاتحاد الأوربي (الإنجليزية)
- جان ريباس على موقع قاعدة بيانات كرة القدم.إي يو (الإنجليزية)
- جان ريباس على موقع ناشيونال فوتبول تيمز (الإنجليزية)
- جان ريباس على موقع Soccerway.com (الإنجليزية)
- جان ريباس على موقع عالم كرة القدم.نت (الإنجليزية)